# پادشاه هوآن ژو
پادشاه هوآن از ژو (به چینی: 周桓王) با نام شخصی جی لین (به چینی: 姬林)؛ چهاردهمین پادشاه دودمان ژو و دومین پادشاه ژو خاوری بود.
پدر پادشاه هوآن پسر پادشاه پینگ، ولیعهد شیفو بود. هوآن در ۷۱۹ پ. م جانشین پدربزرگش شد.
پادشاه ژوانگ ژو پسر و جانشین پادشاه هوآن ژو بود.
در سال ۷۰۷ پ. م، نیروهای سلطنتی در نبرد شوگه (𦈡葛之战) توسط حاکم ژوآنگ ژنگ (۷۴۳-۷۰۱) شکست خوردند. خود پادشاه با تیری از ناحیه کتف مجروح شد.  این شکست اعتبار خاندان ژو را از بین برد.

## خانواده
ملکه‌ها
- جی جی جیانگ از طایفه جیانگ جی (紀季姜 姜姓)؛ شاهدختی از جی

پسران
- شاهزاده تو (王子佗؛ مرگ ۶۸۲ پ. م)؛ پادشاه ژوآنگ ژو
- شاهزاده که (王子克)؛ که در ۶۹۴ پ. م به یان جنوبی (南燕) گریخت.

دختران
- ژو وانگ جی (周王姬)؛ در ۶۹۵ پ. م با حاکم شیانگ چی ازدواج کرد.